# Jan Cornelisz. Verspronck
Jan Cornelisz. Verspronck (vers 1600-1603 à Haarlem - 30 juin 1662 à Haarlem) était un peintre portraitiste néerlandais.

## Biographie
Il est formé à l'art du portrait par son père, le peintre Cornelis Engelsz. de Gouda. En 1632, il est membre de la guilde de Saint-Luc de Haarlem et mène une carrière de portraitiste.
Il travailla dans ses débuts dans l'atelier de Frans Hals par lequel il est fortement influencé. 
Dans ses portraits, il se détache vite de l'influence de son maître et s'y opposa même par la sagesse et le raffinement de leur exécution. En 1642, il remporte contre Frans Hals le concours pour un portrait de groupe des régentes de l'Heilige Geesthuis, une des plus riches institutions charitables de Haarlem. Vingt ans plus tard, il réalise le portrait des régentes de la Saint Elisabeth Gasthuis.

## Œuvre

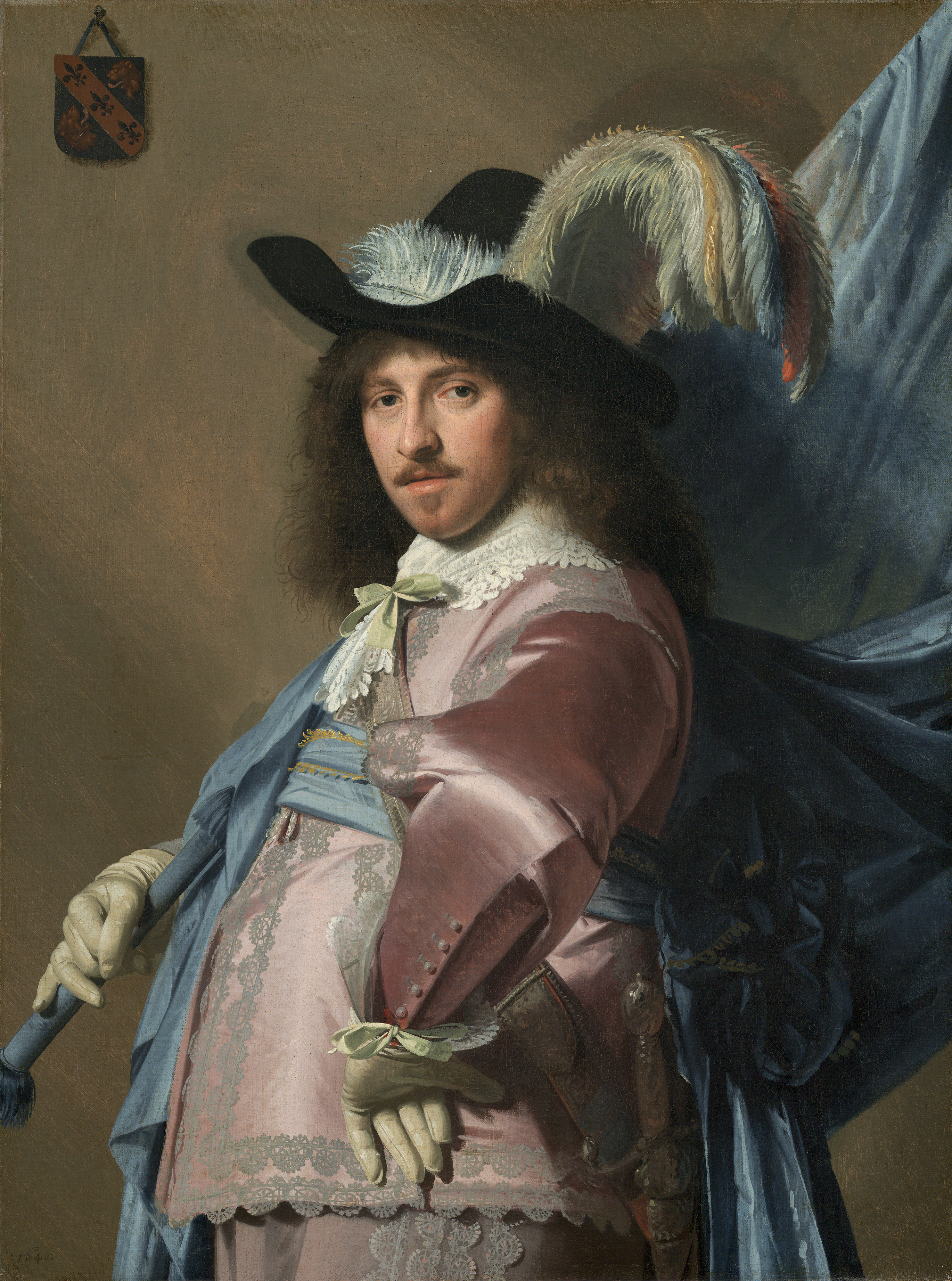
Andries Stilte as a standard bearer, 1640, Washington National Art Museum
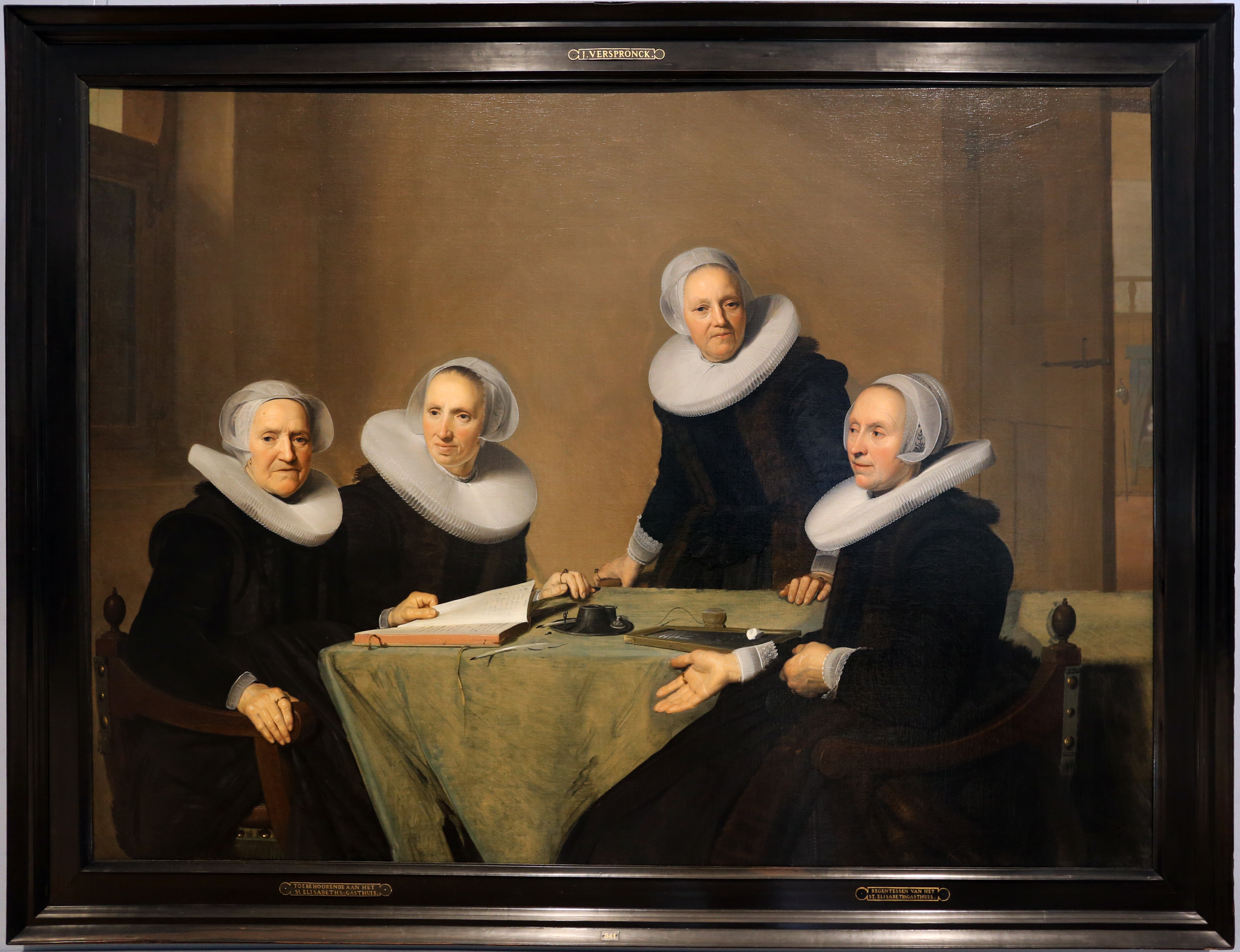
Le Reggenti dell'Ospedale di Sant'Elisabetta a Haarlem, 1641, Frans Hals Museum Haarlem
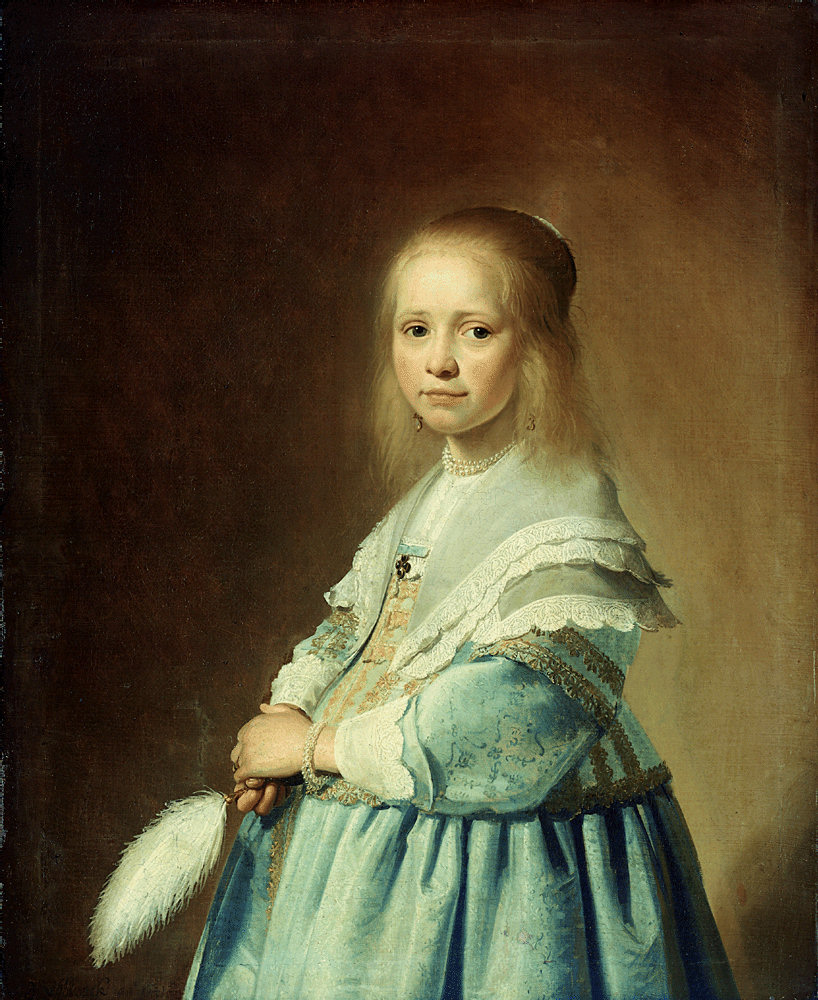
Portet van een meisje in het blauw, 1641, Rijskmuseum Amsterdam
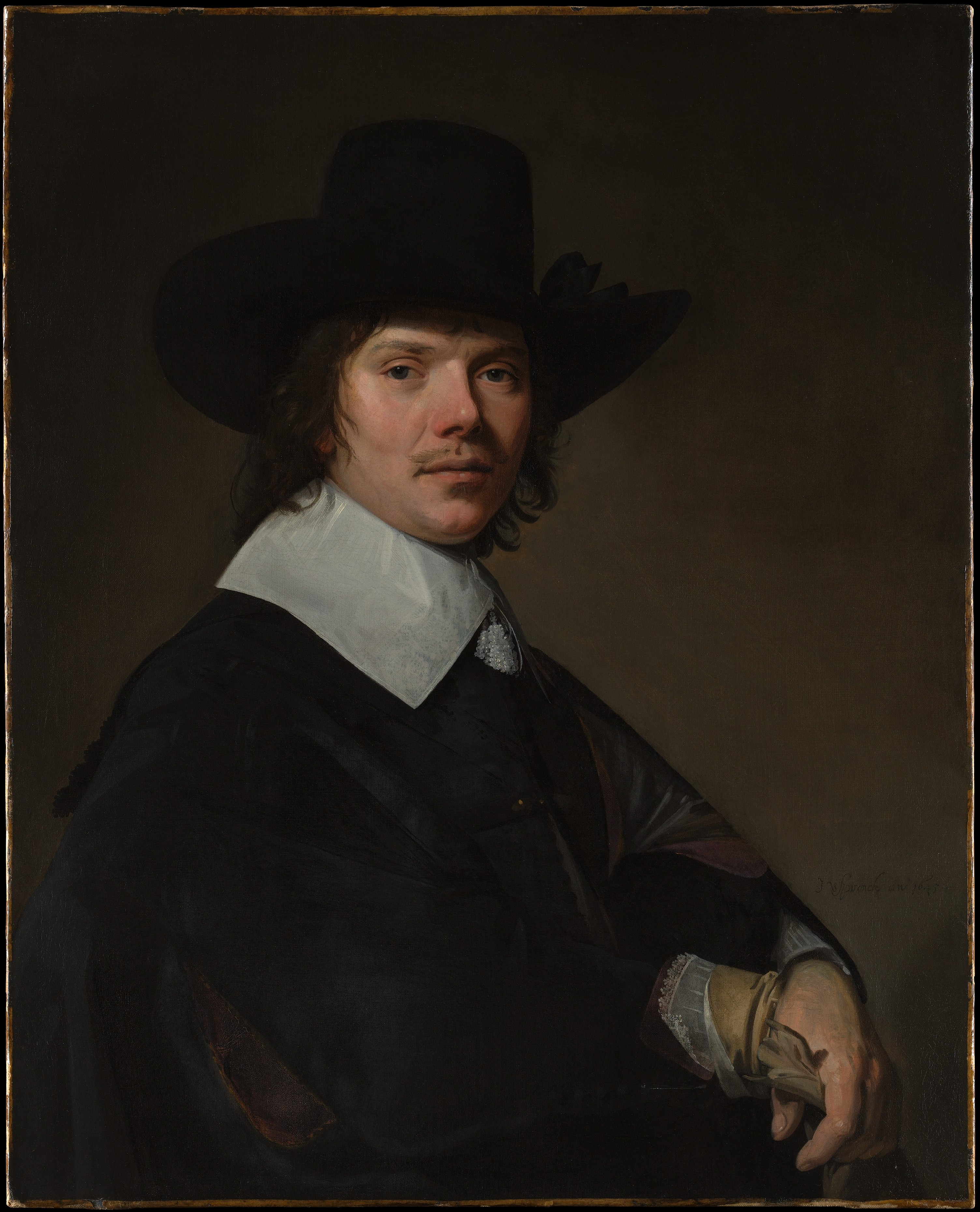
Portrait of a man, 1645, New York Metropole Museum of Art
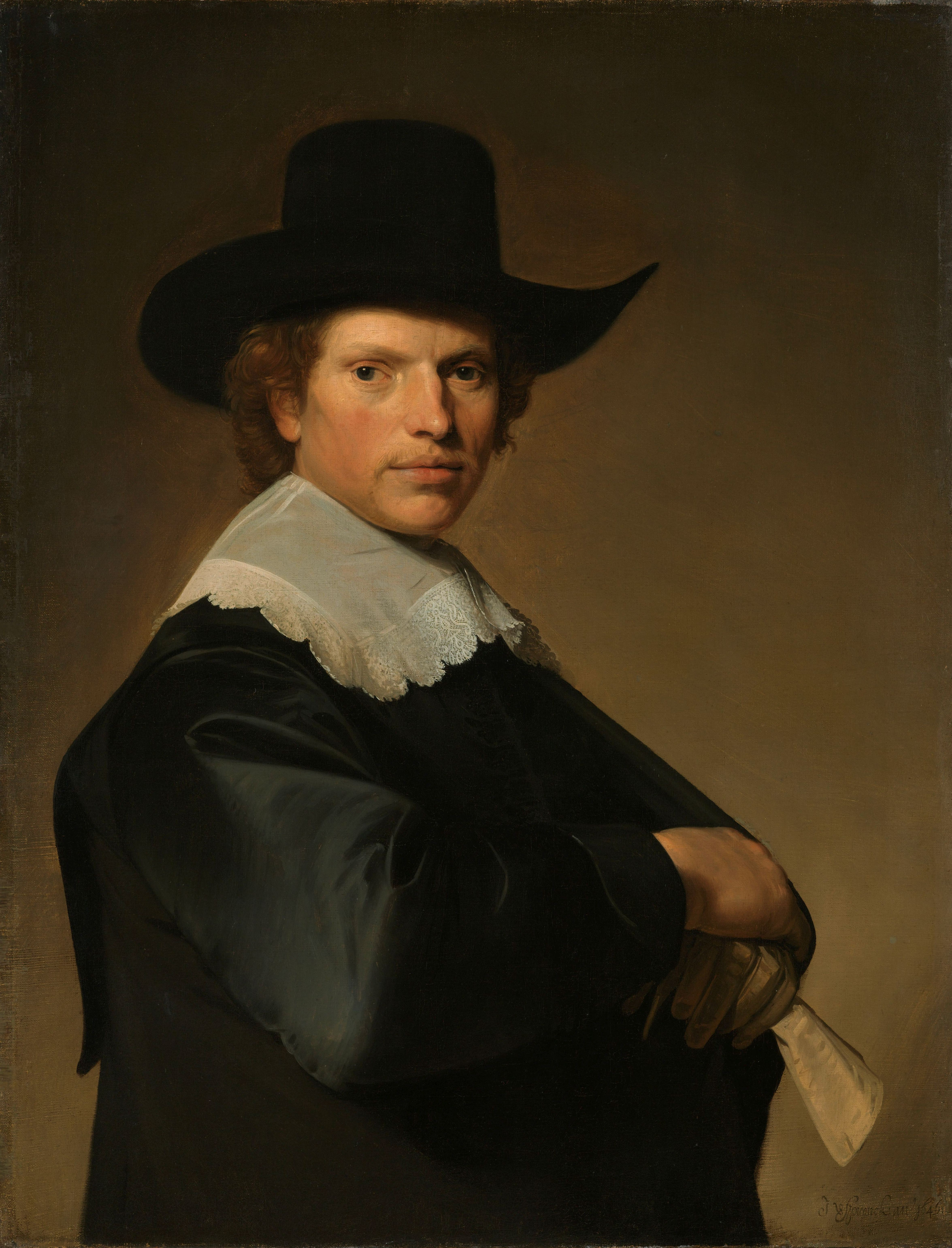
Portret van een man, 1646, Amsterdam Rijskmuseum
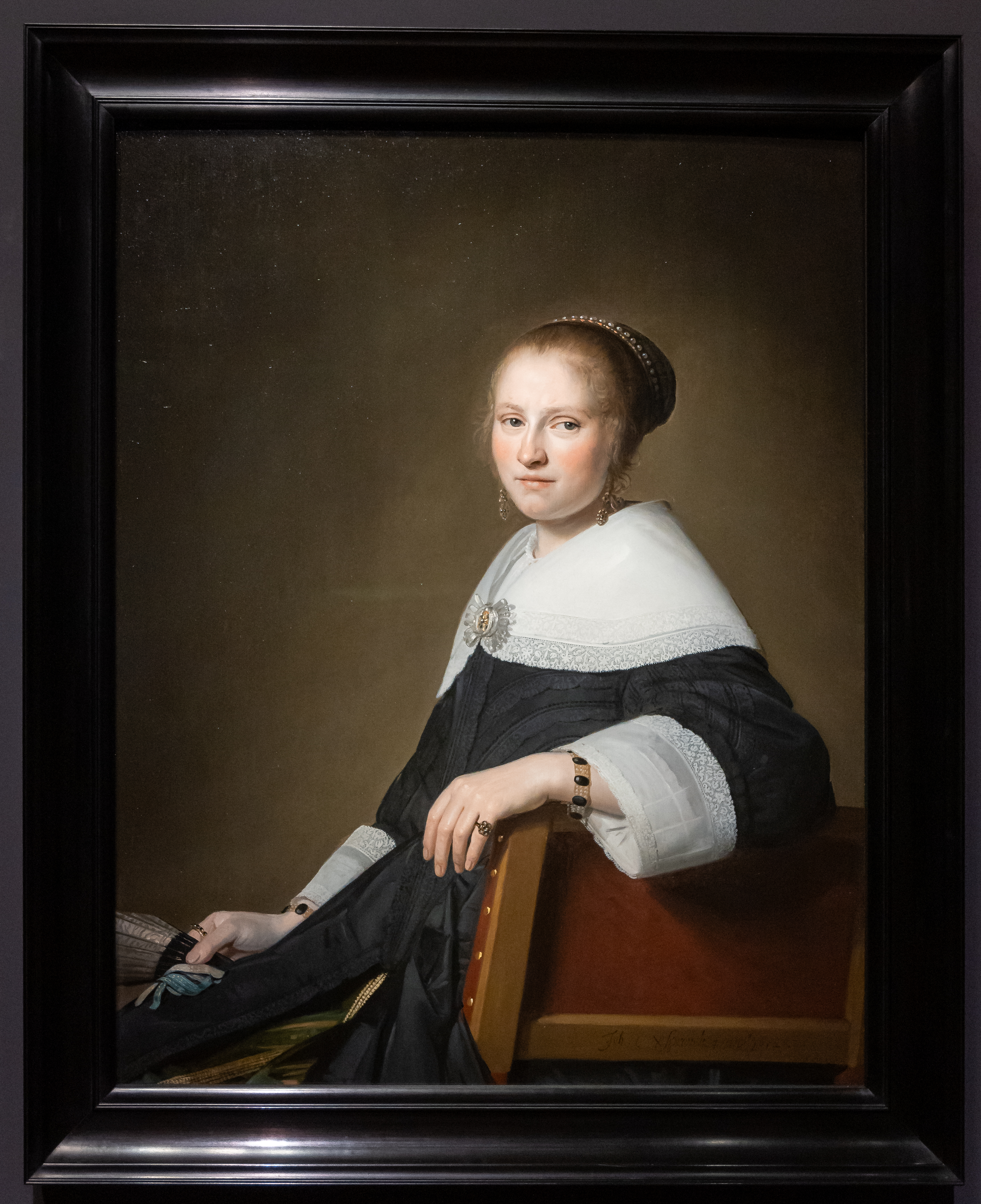
Bildnis der Maria van Strijp, 1652, Amsterdam Rijskmuseum